# Klasztor oo. franciszkanów w Pilicy
Klasztor Franciszkanów w Pilicy – klasztor zakonu Reformatów, został założony w 1740 r., fundatorką terenu pod budowę była Maria Józefa z Wesselów Sobieska. Klasztor oficjalnie zaczął działać w 1745 r.

Maria Józefa Sobieska podarowała zakonowi, XVI-wieczną, kopię ikony Matki Bożej Śnieżnej, do dziś otoczoną dużym kultem.

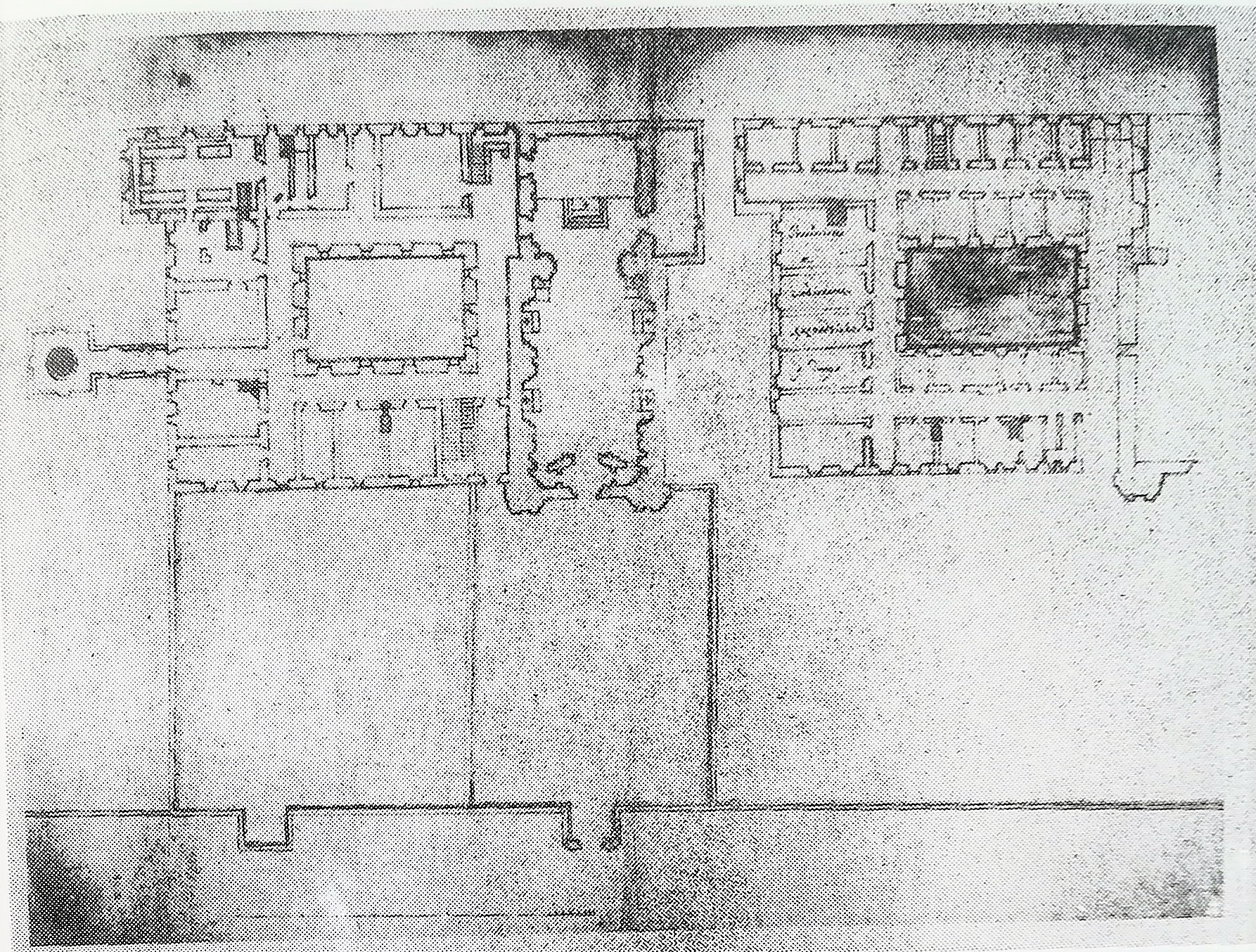
Plan przyziemia i piętra z 1743